# صباراوية جنوبية
الصباراوية الجنوبية (الاسم العلمي: Notocacteae) هي قبيلة من النباتات تتبع فصيلة الصبارية من الرتبة القرنفليات.

## أجناس الصباراوية الجنوبية
- صبار جنوبي
- صبار نجمي